# 喬凡尼·阿銳基
喬凡尼·阿銳基（ ，1937年7月7日—2009年6月18日），是意大利经济学家、社会学家和世界体系理論家。自1998年起，阿銳基担任约翰·霍普金斯大学社会学教授。

## 生平
1937年，阿銳基出生于意大利米兰。1960 年，阿銳基取得博科尼大学经济学学位。阿銳基，最先任職于罗得西亚大学，后在坦桑尼亚的达累斯萨拉姆大学。在坦桑尼亚，阿銳基提出了关于劳动力供给和工人抵抗如何影响殖民主义和解放運動发展的论点；阿銳基也遇到了華勒斯坦 ，在多項研究上合作。1969年，返回意大利后，阿銳基等人于1971年组建了“葛蘭西研究小組”（義大利語：Gruppo Gramsci）。 1979 年，阿銳基同華勒斯坦和特伦斯·霍普金斯，成為宾漢頓大学的社会学教授。
1994年，阿銳基發表《漫長的二十世紀：金錢、權力與我們社會的根源》，為阿銳基分析全球资本主义三部曲的第一作。1999年，阿銳基与西爾弗合作出版《现代世界体系的混沌与治理》 。2007年，阿銳基出版《亞當‧斯密在北京：21世纪的谱系》 ，比较西方和东亚的经济发展，探讨中国如何崛起成经济强權。尽管阿銳基諸多觀點相近於華勒斯坦，但阿銳基更重視经济權力向东亚转移。
2008年7月，阿銳基患有癌症。2009年6月18日，阿銳基病逝於巴尔的摩的家中。